# Amélia (film)
Pour les articles homonymes, voir Amélia.
Pour plus de détails, voir Fiche technique et Distribution.
Amélia est un film brésilien réalisé par Ana Carolina, sorti en 2001. 

## Synopsis
L'intrigue se déroule en 1905, et est basée sur la venue au Brésil de Sarah Bernhardt afin de se produire sur une scène de Rio de Janeiro.

## Fiche technique
Source : IMDb, sauf mention contraire
- Titre original : Amélia
- Réalisateur : Ana Carolina
- Scénariste : Ana Carolina avec la collaboration de José Antônio Pinheiro
- Producteur : Jaime A. Schwartz
- Musique du film : David Carbonara	, Nelson Ayres, Pedro Herculano
- Directeur de la photographie : Rodolfo Sánchez
- Montage : Ademir Francisco
- Création des décors : Maria Helena Alvarenga, Beto Mainieri et Monica Rochlin
- Création des costumes : Kalma Murtinho
- Société de production : Tuinho Schwartz Productions
- Genre : Comédie dramatique et biopic
- Durée : 130 minutes

## Distribution
- Marília Pêra : Amélia
- Béatrice Agenin : Sarah Bernardt
- Camila Amado : Oswalda
- Pedro Bismark
- Alice Borges : Maria Luiza
- Marcélia Cartaxo
- Betty Gofman : Vicentine
- Xuxa Lopes
- Duda Mamberti
- Myrian Muniz : Francisca
- Otávio Terceiro : (comme Otávio III)
- Cristina Pereira
- Pedro Paulo Rangel